# Березове (Куп'янський район)
Березове — колишній населений пункт в Дворічанському районі Харківської області, підпорядковувався Рідкодубівській сільській раді.
Зняте з обліку 1998 року.
Березове знаходилося за 1,5 км від села Водяне та 4 км від Рідкодуба.